# Agrilus apellos
Agrilus apellos é uma espécie de inseto do género Agrilus, família Buprestidae, ordem Coleoptera.
Foi descrita cientificamente por Pochon, 1971.